# カドヤ食堂
カドヤ食堂（カドヤしょくどう）は、大阪府大阪市西区新町に本店を置く1957年創業の日本のラーメン飲食店及びそのブランドである。

カドヤ食堂総本店で提供されるつけそば

店名の由来は移転前の店舗が道のカドにあったことから。
2001年に大阪市鶴見区でラーメン店としてリニューアルオープンし、2010年6月に現在地へ本店を移設した。

## 運営
本店は株式会社カドヤ食堂フーズが運営する。今福鶴見店は直営としてオープン後、現在の店長が独立して営業している。他の3店舗は、入居先の阪神百貨店などを運営するエイチ・ツー・オー リテイリンググループのハートダイニングが運営している。

## 門下生
カドヤ食堂からは多数の弟子が独立している。以下は弟子の店舗。
- らーめん颯人 - ミシュランガイドビブグルマン（2016年度版から連続受賞中）
- 中華そば うえまち - ミシュランガイドビブグルマン（2020年度版から連続受賞中）
- 上方レインボー - ミシュランガイドビブグルマン（2023年度版）
- 麺屋えぐち
- ついてる中山
- 中華そばツルヤ